# Марко Емилије Лепид (конзул 6)
Марко Емилије Лепид (око 30. п. н. е. – 33 н. е.) био је римски сенатор, политичар и војсковођа из времена раног Царства.

## Биографија
Лепид је био син Луција Емилија Паула и Корнелије Сципион. Потицао је од породице Емилијеваца, најстарије од свих патрицијских породица Рима. Године 6. је служио као конзул, а потом се истакао као војсковођа у Великом илирском рату. Након тога је служио као гувернер Далмације и Паноније. Према Тациту, цар Август га је прилично ценио и сматрао достојним за наследника, иако је сам Лепид "презирао" апсолутну власт тадашњих царева.
Након Августове смрти је постао поузданик новог цара Тиберија и до краја живота очувао његово поверење. Упркос томе, у неким навратима се знао супротставити царевој вољи, бранећи у Сенату личности које су Тиберије или чланови његове дворске клике оптужили за издају. Године 22. је обновио Базилику Емилију на римском Форуму, а године 26, према наводима модерних историчара, служио је као гувернер Азије.
Лепид је имао кћер по имену Емилија Лепида, која се удала за Друза, сина Германика и Агрипине Старије, а касније извршила самоубиство након оптужбе за прељубу. Његов нећак и усвојени син Марко Емилије Лепид је погубљен под Калигулом 39. године.